# Harry Pollard
Harry Pollard (28 février 1919 - 20 novembre 1985) est un mathématicien américain.

## Biographie
Il obtient son doctorat de l'Université Harvard en 1942 sous la direction de David Widder. Il enseigne à l'Université Cornell et est professeur de mathématiques à l'Université Purdue de 1961 jusqu'à sa mort en 1985. Il est connu pour ses travaux sur la mécanique céleste, les polynômes orthogonaux et le Problème à N corps ainsi que pour les nombreux manuels qu'il a écrits ou co-écrits,. Dans la théorie des polynômes orthogonaux, Pollard résout une conjecture d'Antoni Zygmund, établissant la convergence moyenne des sommes partielles dans {\displaystyle L^{p}} normes pour les polynômes de Legendre et les polynômes de Jacobi dans une série de trois articles dans les Transactions de l'American Mathematical Society. Le premier de ces articles traite du cas fondamental des polynômes de Legendre. Les cas de point final dans le théorème de Pollard sont établis par Sagun Chanillo.